# 尤卡蓝鸦
尤卡蓝鸦（学名：Cyanocorax yucatanicus），是鸦科蓝鸦属的一种，分布于伯利兹、墨西哥和危地马拉。全球活动范围约为188,000平方千米。该物种的保护状况被评为无危。
尤卡蓝鸦的平均体重约为111.5克。栖息地包括亚热带或热带的湿润低地林、亚热带或热带的旱林、亚热带或热带严重退化的前森林和亚热带或热带的（低地）湿润疏灌丛。